# Kanton Pedernales
Der Kanton Pedernales befindet sich in der Provinz Manabí im Westen von Ecuador. Er besitzt eine Fläche von 1907 km². Im Jahr 2022 lag die Einwohnerzahl bei rund 70.400. Verwaltungssitz des Kantons ist die Kleinstadt Pedernales mit 21.910 Einwohnern (Stand 2010).

## Lage
Der Kanton Pedernales liegt an der Pazifikküste im äußersten Norden der Provinz Manabí. Der Hauptort Pedernales liegt an der Küste. Der Fluss Río Coaque entwässert den Süden des Kantons. Nordzentral erheben sich die bis zu 792 m hohen Montañas de Chindul. Die Fernstraße E15 (Esmeraldas–Manta) führt durch den Kanton und am Hauptort Pedernales vorbei. Im Nordwesten bildet die Bucht Estero de Cojimíes die Grenze zur weiter nördlich gelegenen Provinz Esmeraldas.
Der Kanton Pedernales grenzt im Norden an die Provinz Esmeraldas mit den Kantonen Muisne und Quinindé, im äußersten Nordosten an den Kanton La Concordia der Santo Domingo de los Tsáchilas, im Südosten an den Kanton Chone sowie im Südwesten an den Kanton Jama.

## Verwaltungsgliederung
Der Kanton Pedernales ist in die Parroquia urbana („städtisches Kirchspiel“)
- Pedernales

und in die Parroquias rurales („ländliches Kirchspiel“)
- Atahualpa
- Cojimíes
- Diez de Agosto (10 de Agosto)

gegliedert.

## Geschichte
Der Kanton Pedernales wurde am 31. März 1992 eingerichtet.
Entwicklung der Einwohnerzahl im Kanton Pedernales bei landesweiten Volkszählungen zum jeweiligen Gebietsstand:
| Jahr                    | Einwohner | +/-    |
| ----------------------- | --------- | ------ |
| 2001                    | 46.876    | –      |
| 2010                    | 55.128    | 17,6 % |
| 2022                    | 70.408    | 27,7 % |
| Datenherkunft: Wikidata |           |        |

## Ökologie
Zentral im Kanton befindet sich das Schutzgebiet Bosque Protector Cerro Pata de Pájaro. Im Norden des Kantons befindet sich ein Teil der Reserva Ecológica Mache Chindul.